# Smith & Wesson M&P9/M&P40/M&P45/M&P357

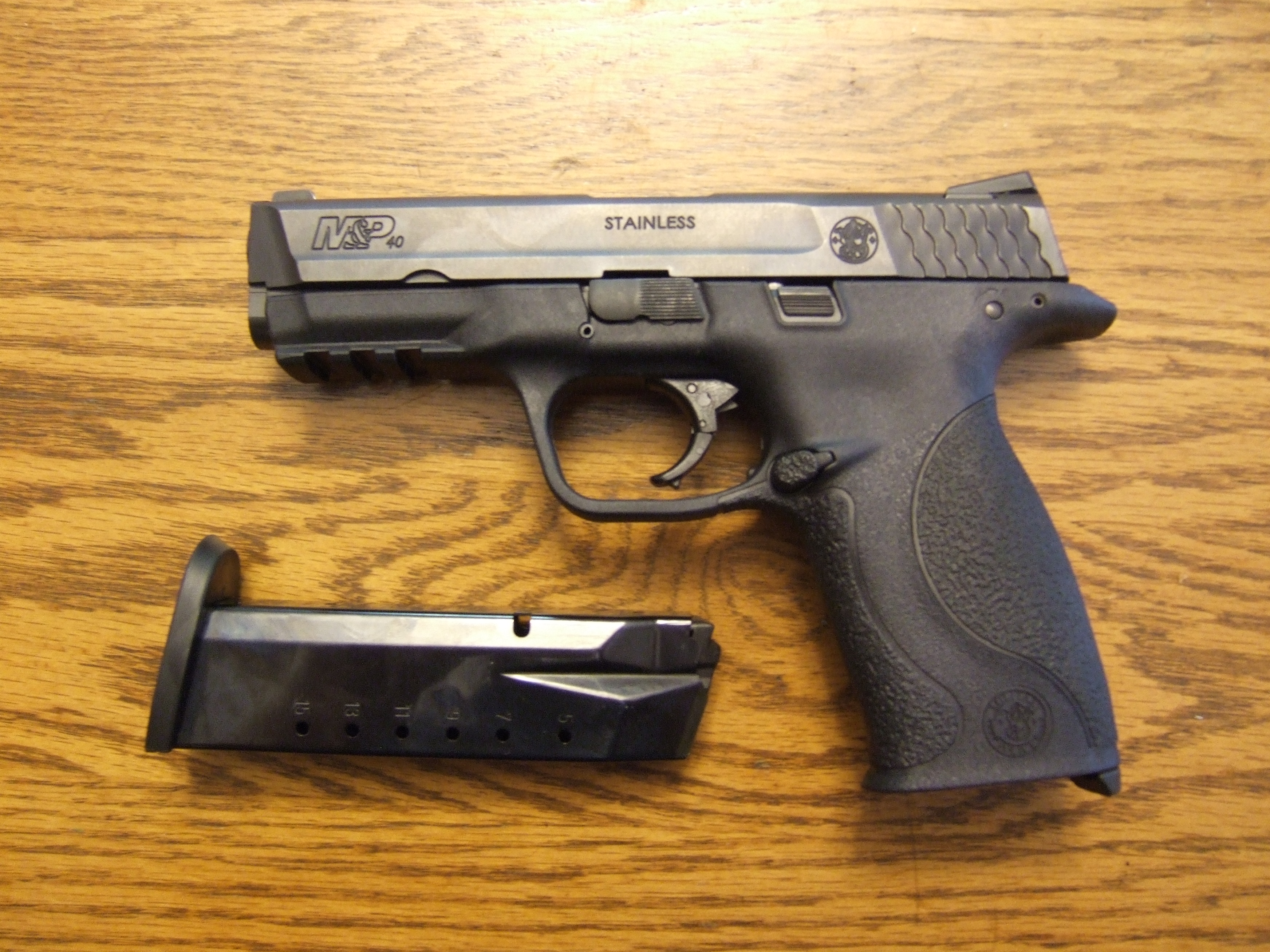
Le S&W M&P40 (face gauche) et son chargeur : le modèle le plus populaire aux États-Unis.

Les pistolets Smith & Wesson M&P9/M&P40/M&P45/M&P357 sont produits et commercialisés depuis 2005 aux États-Unis et vendus depuis 2006 en Europe. Le M&P40 a été adopté par la Drug Enforcement Administration contrairement aux Sigma et SW99 (un seul Police Department l'ayant adopté)

## Description
Il représente la 3e génération des pistolets à carcasse polymère pour son fabricant. Il fonctionne en DAO. Sa culasse et son canon sont en acier inoxydable recouvert de mélonite noire. La visée est fixe. Certaines versions comportent une sécurité manuelle (M&P45).

## Variantes
| Modèle                           | Longueur du canon (en cm) | Calibre                    | Capacité du chargeur | Longueur en cm | Masse (sans chargeur)               |
| -------------------------------- | ------------------------- | -------------------------- | -------------------- | -------------- | ----------------------------------- |
| M&P9c/M&P40c/M&P357c (C=Compact) | 8,9                       | 9mm Luger .40 S&W .357 SIG | 12 10                | 17 cm          | 595 grammes 620 grammes 629 grammes |
| M&P9/M&P40/M&P357                | 10,8                      | 9mm Luger .40 S&W .357 SIG | 17 15                | 19             | 680 grammes 687 grammes 723 grammes |
| M&P45                            | 11,4                      | .45 ACP                    | 10                   | 19,68          | 839 grammes                         |

## Diffusion
- États-Unis. Leurs succès, dus essentiellement au M&P40, auprès 276 polices municipales, parmi lesquelles le Detroit Police Department au Michigan, mais aussi auprès du Los Angeles Sheriff Department voire de polices d'état (dont la California Highway Patrol) en plus de la DEA est probant.

Mais la firme de Springfield a réussi à décrocher plusieurs contrats hors des États-Unis :
- Afghanistan
- Australie
- Belgique. Huit mille pistolets Smith & Wesson M&P9 ont été commandés par la police fédérale en 2011 en complément des 2000 Glock 17, 19 et 26 déjà acquis pour remplacer les FN GP 35. Après avoir rencontré 144 problèmes d'instabilité du viseur et d'enrayage, la police belge contrôle et répare les 6000 pistolets mis en service[1].
- Canada
- Colombie;
- Corée du Sud
- Égypte
- Espagne
- France
- Inde;
- Irak
- Italie
- Japon
- Liban
- Malaisie
- Mexique
- ONU
- Pakistan;
- Pérou
- Porto Rico
- Singapour
- Sri Lanka
- Taïwan
- Thaïlande
- Trinité-et-Tobago